# Chrummhorn
Chrummhorn är en kulle i Schweiz.   Den ligger i kantonen Obwalden, i den centrala delen av landet, 60 km öster om huvudstaden Bern. Toppen på Chrummhorn är 1 205 meter över havet.
Terrängen runt Chrummhorn är varierad. Runt Chrummhorn är det tätbefolkat, med 297 invånare per kvadratkilometer.. Närmaste större samhälle är Luzern, 8,5 km norr om Chrummhorn. 